# 卡塔爾大獎賽
卡塔爾大獎賽（阿拉伯语：‎）是一級方程式賽車賽事，2021年11月21日舉辦首屆賽事，並且在2023年起舉辦十屆賽事。2021年的比賽在位於路薩爾的羅賽爾國際賽道上舉行。卡塔爾大獎賽是繼新加坡、巴林和薩基爾大獎賽後第四個夜間賽事。

## 歷史
2021年世界一级方程式锦标赛原訂的賽程表是有史以來最緊湊的，共包含有23場大獎賽賽事，為這項運動歷史上賽事最多、時間最長的一個賽季。本賽季開幕戰，即澳大利亚大奖赛，由於澳大利亚的防疫限制需要由三月推遲至十一舉行，然後十一月亦因防疫限制被取消。
澳大利亚大奖赛的取消使賽程上出現了一個空缺，最終賽會在2021年9月30日公佈卡塔爾大獎賽填補該空缺。
同時，卡塔爾方面公佈2021年會在卢赛尔国际赛道舉辦賽事，2022年因卡塔爾當地舉辦2022年國際足協世界盃而無法舉辦大獎賽賽事，而2023年起，原定在卡塔爾一條全新興建的賽道上舉辦，但是最終仍然在路薩爾國際賽道上舉辦。

## 賽事名稱
- Ooredoo卡塔爾大獎賽（Ooredoo Qatar Grand Prix）2021
- 卡塔尔航空卡塔爾大獎賽（Qatar Airways Qatar Grand Prix）2023–現在

## 冠軍

### 多次奪冠車手
粗體表示該車手現在仍參加世界一級方程式錦標賽
| 次數 | 車手            | 年度       |
| ---- | --------------- | ---------- |
| 2    | 馬克斯·維斯塔潘 | 2023、2024 |

### 多次奪冠車隊
粗體表示該車隊現在仍參加世界一級方程式錦標賽
| 次數 | 車隊 | 年度       |
| ---- | ---- | ---------- |
| 2    | 紅牛 | 2023、2024 |

### 歷屆冠軍
| 年份 | 車手            | 車隊                  | 賽道           | 報告 |
| ---- | --------------- | --------------------- | -------------- | ---- |
| 2024 | 馬克斯·維斯塔潘 | 紅牛車隊–本田紅牛動力 | 卢赛尔国际赛道 | 報告 |
| 2023 | 馬克斯·維斯塔潘 | 紅牛車隊–本田紅牛動力 | 卢赛尔国际赛道 | 報告 |
| 2022 | 停辦            | 停辦                  | 停辦           | 停辦 |
| 2021 | 路易斯·漢米爾頓 | 梅賽德斯              | 卢赛尔国际赛道 | 報告 |